# 朱仕㙩
怀仁安僖王朱仕㙩（1444年—1488年），明朝怀仁荣定王朱逊烠嫡次子，追封怀仁王。

## 生平
景泰六年（1455年）二月赐名。天順元年（1457年）三月受封为镇国将军，赐诰命冠服。十月，给岁祿一千石，米鈔各半。天順二年（1458年）六月，封其妻李氏為夫人，賜誥命冠服。
成化十年（1474年）十二月，因朱仕㙩等所请求，从他们的折色祿米內改支三十石为本色。
弘治元年（1488年），朱仕㙩去世。朱逊烠因为年老有病，上疏请求由朱仕㙩与梁氏所生庶长子朱成钯代理府事。弘治二年（1489年）八月，明孝宗准许。
弘治三年（1490年）八月，朱逊烠去世。弘治四年（1491年），朱成钯袭封怀仁王，还没有正式受册封，亦来不及请求追封朱仕㙩为郡王，就去世了。朱成钯的嫡长子朱聰淑袭封怀仁王，请求追封祖父朱仕㙩和嫡祖母李氏。弘治八年（1495年）四月，追封朱仕㙩為懷仁安僖王，李氏為懷仁王妃。

## 评价
- 《弇山堂别集》卷074：好和不争，小心畏忌。

## 家庭

### 妻妾
- 夫人李氏，追封懷仁王妃
- 梁氏，生朱成鈀

### 子孫
- 庶長子：懷仁恭和王朱成鈀
- 庶子：朱成鋉，封輔國將軍，弘治元年（1488年）十月按制度賜誥命冠服[10]，弘治十四年（1501年）闰七月加封镇国将军但按例不给冠服等件[11]
  - 庶長子：朱聰湳，弘治十四年（1501年）七月賜名[12]
  - 嫡次子：朱聰澒，弘治十七年（1504年）七月賜名[13]
- 庶子：朱成鏈，初封輔國將軍，弘治十四年（1501年）闰七月加封镇国将军但按例不给冠服等件[11]
  - 庶長子：朱聰漬，弘治六年（1493年）七月賜名[14]
  - 第二子：朱聰㵰，弘治七年（1494年）二月賜名[15]
  - 庶三子：朱聰淍，弘治十二年（1499年）十二月賜名[16]